# Ralf Brunhöber
Ralf Brunhöber (* 15. Februar 1942 in Berlin) ist ein deutscher Gewerkschafter.
Brunhöber legte sein Abitur an der Hermann-Lietz-Schule auf Spiekeroog ab und studierte nach seiner Zeit im Wehrdienst Sozial- und Rechtswissenschaften in Berlin, Freiburg und München. Zunächst war er als Rechtsreferent tätig, ein Jahr nach dem Erwerb des Assessorexamens wurde er 1974 als Rechtsanwalt zugelassen, ehe er 1978 Sekretär für Arbeits- und Sozialrecht wurde. Von 1981 an leitete er die Landesrechtsstelle und war Mitglied des Landesbezirksvorstandes des DGB in Bayern. Nachdem er dort zunächst Beamtensekretär und später Leiter des Rechtsreferats war, war er von 1988 bis 1996 Vorsitzender der ÖTV in Bayern. Er gehörte außerdem dem Hauptvorstand der ÖTV, der großen Tarifkommission, den Aufsichtsräten der Bayernwerk AG und der Flughafen München GmbH und von 1990 bis 1995 dem Bayerischen Senat an.